# Ypthima glabrius
Ypthima glabrius är en fjärilsart som beskrevs av Hans Fruhstorfer 1911. Ypthima glabrius ingår i släktet Ypthima och familjen praktfjärilar. Inga underarter finns listade i Catalogue of Life.